# Rio Fuji
O Rio Fuji (富士川 Fuji-kawa) é um rio que corre as províncias de Nagano, Yamanashi e Shizuoka, no Japão. Faz parte do Trio de Rios Mais Rápidos do Japão, juntos aos rios Kuma e Mogami.
Tem uma extensão de 128 quilômetros, e uma bacia hidrográfica de 3.990 quilômetros quadrados.
O rio vem do Monte Nokogiri nas Montanhas Akaishi, no noroeste de Yamanashi, como o Rio Kamanashi (釜無川 Kamanashi-gawa), e encontra o Rio Fuefuki na cidade de Ichikawamisato. Lá muda seu nome para Rio Fuji. Então corre pela base oeste do Monte Fuji e vai à Baía de Suruga, sua foz, na cidade de Fuji.
Os bancos de areia do Rio Fuji foram palco da Batalha de Fujikawa em 1180, uma das batalhas iniciais mais importantes da Guerra de Genpei. O comandante militar do período Sengoku, Takeda Shingen, construiu extensivos diques ao longo da porção Kamanashi do rio, o que possibilitou que a água enchesse a área de fronteira para controlar danos. Esses diques ainda existem, e são chamados Diques Shingen (信玄堤 Shingen-tsutsumi). Controles de inundação continuaram sob o xogunato Tokugawa no período Edo, quando grandes represas foram completadas em 1674, depois de 50 anos de construção, para divergir o curso inferior do rio para fora de áreas populadas que eram suscetíveis a invasões de água.
Transportes aquáticos subindo o rio desde a Baía de Suruga à província de Kai, no continente, prosperaram no período Edo e no início do Meiji, até a inauguração das linhas Linha Principal de Tōkaidō, Linha Principal de Chūō e da Linha Fuji Minobu. O transporte comercial fluvial cessou em 1923. 
Há várias represas para geração de eletricidade hidrelétrica e controles de inundação ao longo dos muitos afluentes no curso superior do rio. O Rio Fuji também marca a divisão da rede elétrica japonesa, com a frequência de utilização de 50 hertz ao leste, e de 60 ao oeste. 
A vista do trem Tōkaidō Shinkansen passando pelo rio com o fundo do Monte Fuji é uma cena celebrada como representativa do Japão.  